# コロンビア郡 (ニューヨーク州)
コロンビア郡（英: Columbia County）は、アメリカ合衆国ニューヨーク州の東部に位置する郡である。2010年国勢調査での人口は63,096人であり、2000年の63,094 人から横ばいだった。郡庁所在地はハドソン市（人口6,713人）であり、同郡で人口最大の都市でもある。郡名はクリストファー・コロンブスのラテン語女性形から採られた。郡が設立された1786年の当時、アメリカ合衆国にこの名前をつける案もあった。
コロンビア郡はオールバニ・スケネクタディ・トロイ大都市圏に属している。

## 歴史
コロンビア郡となった地域を最初に訪れたヨーロッパ人は、1609年の探検家ヘンリー・ハドソンであり、大西洋を横切り、ハドソン川を遡った。船の故障で現在のコロンビア郡で探検を止めることになり、食料や物資を求めてあたりを探索した。そこに住んでいたインディアンはモヒカン族だった。1612年、この地域を植民地化するために交易が始められた。このことでオレンジ砦（現在のオールバニ市）とニューアムステルダム（現在のニューヨーク市）が造られた。ハドソン川の岸に交易業者が立ち寄ることができるようになり、業者の船に物資を供給するための小さな開拓地が成長した。
1649年、クレイバラックに近い土地が購入され、1667年にはさらに多くの土地が購入された。これによってオランダ人の開拓地ができ、さらに地域の発展に繋がった。1664年、イングランドがニューネーデルラントを占領し、ニューヨーク植民地と改称した。この時点でオレンジ砦もオールバニと改名された。
1710年にはかなりの開拓地が発展し、リビングストン・マナーには1,200人のドイツ人が入った。そこは現在ジャーマンタウンと呼ばれている。彼らはイングランドのアン女王やニューヨーク植民地総督のハンターが連れてきた年季奉公人であり、キャッツキル山地の松の木からタールを作らせた。
1786年、オールバニ郡から分離してコロンビア郡が設立された。1799年、郡の南側境界が南にずらされ、ダッチェス郡にあったリビングストン・マナーの一部を含むようになった。
19世紀、バーモント・セントラル鉄道が北のバーモント州ラトランド市やバーリントン市へ、また南は主要な接続町チャタムへの交通手段となり、そこから西、南、東へと接続された。

## 郡政府と政治
コロンビア郡政府はこの数十年間というもの選挙で選ばれた共和党員によって動かされてきた。しかし、1996年から2007年に、民主党による新たな有権者登録が進み、共和党との比率は4対1になった。この変化は、ニューヨーク市から人々がコロンビア郡に移って来て、常時あるいは一時期郡内に住むようになったことが大きく関わっている。「ボート・コロンビア」といった組織の一部で、民主党支配の強い地域に住んでいるニューヨーク市住民を、コロンビア郡で登録させ、人口の少ない地域で人口動態を変化させる動きがあった。民主党員数の増加により、民主党、共和党、および支持政党無しの者の数がほぼ同数になった。2006年のアメリカ合衆国下院議員選挙では、民主党のキルステン・ジリブランドが、4期現職を務めた共和党のジョン・スウィーニーを破った。2007年の郡監督官理事会選挙では民主党が多数派となるまでにあと2議席まで迫った。地元住民は、民主党登録者の多くが週末のみコロンビア郡に滞在して、ウィークデイはニューヨーク市にいると主張し、この戦術に対する嫌悪感を表明してきた。しかし、スウィーニーの落選は家庭内暴力の告発と酒酔い運転での逮捕による可能性が強い。この民主党の上昇基調は2009年の地方選挙で止まった。この年の選挙では長くキンダーフックの監督官を務めていたダグ・マクギブニーを破ることで、監督官理事会の多数派の議席をさらに増やした。マクギブニーは郡内最大の町の監督官であり、監督官理事会では票の重みがあった。現在の監督官理事会はキンダーフック選出の共和党員パット・グラッテンの指導下にある。

## 地理
コロンビア郡はニューヨーク州東部にあり、オールバニ市の南東、マサチューセッツ州との州境のすぐ西に位置している。西側郡境はハドソン川である。
アメリカ合衆国国勢調査局に拠れば、郡域全面積は648平方マイル (1,678.3 km2)であり、このうち陸地636平方マイル (1,647.2 km2)、水域は13平方マイル (33.7 km2)で水域率は1.93%である。
地形は穏やかにうねる丘陵であり、州境沿いにあるタコニック山地やバークシャー山地に向かって急に高度を上げている。
郡内最高地点はマサチューセッツ州境のアランダー山頂上近くであり、標高は2,110フィート (643 m) である。最低地点はハドソン川沿いの海面あるいはそれに近い。

### 河川と湖沼
ハドソン川が郡の西側境界である。その他のクリークとして、アンクラム・クリーク、クレイバラック・クリーク、コペイク・クリーク、キンダーフック・クリーク、ローリフ・ジャンセン・キル、バラティ・キルがある。キンダーフック・クリークにはロスマン滝とストイフェサント滝がある。湖沼では、コペイク湖、キンダーフック貯水池、クィーシー湖、ターカニック湖がある。

### 隣接する郡
- レンセリア郡 - 北
- バークシャー郡 (マサチューセッツ州) - 東
- ダッチェス郡 - 南
- アルスター郡 - 南西
- グリーン郡 - 西
- オールバニ郡 - 北西
- リッチフィールド郡 (コネチカット州) - 南東

### 国立保護地域
- マーティン・ヴァン・ビューレン国立歴史史跡

## 人口動態
以下は2000年国勢調査による人口統計データである。
| 基礎データ - 人口: 63,094 人 - 世帯数: 24,796 世帯 - 家族数: 16,588 家族 - 人口密度: 38人/km2（99人/mi2） - 住居数: 30,207 軒 - 住居密度: 18軒/km2（48軒/mi2） 人種別人口構成（2008年時点） - 白人: 92.09% - アフリカン・アメリカン: 4.52% - ネイティブ・アメリカン: 0.21% - アジア人: 0.80% - 太平洋諸島系: 0.03% - その他の人種: 0.90% - 混血: 1.45% - ヒスパニック・ラテン系: 2.53% 先祖による構成 - ドイツ系：17.2% - イタリア系：14.7% - アイルランド系：14.5% - イギリス系：9.0% - ポーランド系：6.3% - アメリカ人：6.1% 言語による構成 - 英語：94.0% - スペイン語：2.1% 年齢別人口構成 - 18歳未満: 24.1% - 18-24歳: 6.4% - 25-44歳: 26.9% - 45-64歳: 26.3% - 65歳以上: 16.4% - 年齢の中央値: 40歳 - 性比（女性100人あたり男性の人口） - 総人口: 99.0 - 18歳以上: 95.3 | 世帯と家族（対世帯数） - 18歳未満の子供がいる: 29.9% - 結婚・同居している夫婦: 52.2% - 未婚・離婚・死別女性が世帯主: 10.3% - 非家族世帯: 33.1% - 単身世帯: 27.1% - 65歳以上の老人1人暮らし: 11.5% - 平均構成人数 - 世帯: 2.43人 - 家族: 2.95人 収入と家計 - 収入の中央値 - 世帯: 41,915米ドル - 家族: 49,357米ドル - 性別 - 男性: 34,702米ドル - 女性: 25,878米ドル - 人口1人あたり収入: 22,265米ドル - 貧困線以下 - 対人口: 9.0% - 対家族数: 6.4% - 18歳未満: 11.8% - 65歳以上: 6.8% |

## 都市と町
- ハドソン市 - 郡庁所在地
- アンクラム町
- オースターリッツ町
- カナーン町
- チャタム町
- チャタム村
- クレイバラック町
- クレイバラック・レッドミルズ
- クラーモント町
- コペイクレイク
- コペイク町
- ギャラティン町
- ジャーマンタウン町
- ジャーマンタウン（国勢調査指定地域）
- ゲント町
- グリーンポート町
- ヒルズデール町
- キンダーフック町
- キンダーフック村
- リビングストン町
- ロレンスパーク（国勢調査指定地域）
- ニューレバノン町
- ナイバービル（国勢調査指定地域）
- フィルモント村
- ストックポート町
- ストットビル（国勢調査指定地域）
- ストイフェサント町
- ターカニック町
- バラティ村